# Larosite
La larosite è un minerale.